# Станиславівський повіт (Королівство Галичини та Володимирії)
Станиславівський повіт (пол. Powiat stanisławowski, нім. Bezirk Stanislau) — історична адміністративна одиниця на українських землях, що входила до складу Австрійської імперії та Австро-Угорщини. Повіт існував у період з 1855 до 1918 року. Адміністративним центром було місто Станиславів.

## Історія
Проголошений у 1854 році та утворений 29 вересня 1855 р. у складі 25 громад (гмін). 1867 року в ході адміністративної реформи до нього приєднано Галицький повіт з 35 громад, також передані громади Озерце, Кінчаки і Кремидів з Монастириського повіту, Тисменичани і Забережжя — з Надвірнянського повіту та Чукалівка — з Богородчанського повіту (однак у судовій структурі зберігся попередній поділ і Галицький судовий повіт). Таким чином Станиславівський повіт охоплював територію Тисменицького та частково Богородчанського, Галицького, Калуського й Надвірнянського районів Івано-Франківської области.
Станом на 1879 рік, повіт налічував 75 населених пунктів, розподілених по 62 кадастрових кварталах.
У листопаді 1918 року повіт увійшов до складу ЗУНР, ставши одним з повітів цієї Української держави.

## Урядники

### Старости
- Юлій Прокопчиць